# Liste der britischen Abgeordneten zum EU-Parlament (1999–2004)
Die Liste der britischen Abgeordneten zum EU-Parlament (1999–2004) listet alle britischen Mitglieder des 5. Europäischen Parlaments nach der Europawahl im Vereinigtes Königreich 1999.

## Mandatsstärke der Parteien 1999
- SPE: 30
- G/EFA: 6
- NI: 1
- ELDR: 9
- EVP-ED: 38
- EDU: 3

| Nationale Partei                          | Mandate | Fraktion                                                                    |
| ----------------------------------------- | ------- | --------------------------------------------------------------------------- |
| Conservative Party (Cons)                 | 36      | Fraktion der Europäischen Volkspartei und Europäischer Demokraten (EVP-ED)  |
| Ulster Unionist Party (UUP)               | 01      | Fraktion der Europäischen Volkspartei und Europäischer Demokraten (EVP-ED)  |
| Liberal Democrats (LibDem)                | 01      | Fraktion der Europäischen Volkspartei und Europäischer Demokraten (EVP-ED)  |
| Labour Party                              | 29      | Fraktion der Sozialdemokratischen Partei Europas (SPE)                      |
| Social Democratic and Labour Party (SDLP) | 01      | Fraktion der Sozialdemokratischen Partei Europas (SPE)                      |
| Liberal Democrats (LibDem)                | 09      | Fraktion der Europäischen Liberalen, Demokratischen und Reformpartei (ELDR) |
| Plaid Cymru                               | 02      | Die Grünen/Europäische Freie Allianz (G/EFA)                                |
| Green Party of England and Wales (GPEW)   | 02      | Die Grünen/Europäische Freie Allianz (G/EFA)                                |
| Scottish National Party (SNP)             | 02      | Die Grünen/Europäische Freie Allianz (G/EFA)                                |
| UK Independence Party (UKIP)              | 03      | Europa der Demokratien und der Unterschiede (EDU)                           |
| Democratic Unionist Party (DUP)           | 01      | Fraktionslose Abgeordnete (NI)                                              |
| Gesamt                                    | 87      |                                                                             |

## Abgeordnete
| Bild | Name                      | von           | bis           | Partei     | Fraktion   | Anmerkungen                                                                                 |
| ---- | ------------------------- | ------------- | ------------- | ---------- | ---------- | ------------------------------------------------------------------------------------------- |
|      | Gordon Adam               | 8. Feb. 2000  | 19. Juli 2004 | Labour     | SPE        | Nachgerückt für Alan Donnely                                                                |
|      | Robert Atkins             | 20. Juli 1999 | 19. Juli 2004 | Cons       | EVP-ED     |                                                                                             |
|      | Elspeth Attwooll          | 20. Juli 1999 | 19. Juli 2004 | LibDem     | ELDR       |                                                                                             |
|      | Richard Balfe             | 20. Juli 1999 | 19. Juli 2004 | LabourCons | SPEEVP-ED  | Fraktionsaustritt am 18. Dezember 2001, Parteiwechsel und Fraktionsbeitritt am 6. März 2002 |
|      | Christopher Beazley       | 20. Juli 1999 | 19. Juli 2004 | Cons       | EVP-ED     |                                                                                             |
|      | Nicholas Bethell          | 20. Juli 1999 | 29. Sep. 2003 | Cons       | EVP-ED     | Nachrücker: Ian Twinn                                                                       |
|      | Graham Booth              | 18. Dez. 2002 | 19. Juli 2004 | UKIP       | EDU        | Nachgerückt für Michael Holmes                                                              |
|      | David Bowe                | 20. Juli 1999 | 19. Juli 2004 | Labour     | SPE        |                                                                                             |
|      | John Bowis                | 20. Juli 1999 | 19. Juli 2004 | Cons       | EVP-ED     |                                                                                             |
|      | Philip Charles Bradbourn  | 20. Juli 1999 | 19. Juli 2004 | Cons       | EVP-ED     |                                                                                             |
|      | Philip Bushill-Matthews   | 20. Juli 1999 | 19. Juli 2004 | Cons       | EVP-ED     |                                                                                             |
|      | Martin Callanan           | 20. Juli 1999 | 19. Juli 2004 | Cons       | EVP-ED     |                                                                                             |
|      | Michael Cashman           | 20. Juli 1999 | 19. Juli 2004 | Labour     | SPE        |                                                                                             |
|      | Giles Chichester          | 20. Juli 1999 | 19. Juli 2004 | Cons       | EVP-ED     |                                                                                             |
|      | Nicholas Clegg            | 20. Juli 1999 | 19. Juli 2004 | LibDem     | ELDR       |                                                                                             |
|      | Richard Corbett           | 20. Juli 1999 | 19. Juli 2004 | Labour     | SPE        |                                                                                             |
|      | John Corrie               | 20. Juli 1999 | 19. Juli 2004 | Cons       | EVP-ED     |                                                                                             |
|      | Chris Davies              | 20. Juli 1999 | 19. Juli 2004 | LibDem     | ELDR       |                                                                                             |
|      | Nirj Deva                 | 20. Juli 1999 | 19. Juli 2004 | Cons       | EVP-ED     |                                                                                             |
|      | Alan Donnelly             | 20. Juli 1999 | 16. Jan. 2000 | Labour     | SPE        | Nachrücker: Gordon Adam                                                                     |
|      | Den Dover                 | 20. Juli 1999 | 19. Juli 2004 | Cons       | EVP-ED     |                                                                                             |
|      | Andrew Duff               | 20. Juli 1999 | 19. Juli 2004 | LibDem     | ELDR       |                                                                                             |
|      | James Elles               | 20. Juli 1999 | 19. Juli 2004 | Cons       | EVP-ED     |                                                                                             |
|      | Jill Evans                | 20. Juli 1999 | 19. Juli 2004 | Plaid      | G/EFA      |                                                                                             |
|      | Jonathan Evans            | 20. Juli 1999 | 19. Juli 2004 | Cons       | EVP-ED     |                                                                                             |
|      | Robert Evans              | 20. Juli 1999 | 19. Juli 2004 | Labour     | SPE        |                                                                                             |
|      | Nigel Farage              | 20. Juli 1999 | 19. Juli 2004 | UKIP       | EDU        |                                                                                             |
|      | Richard Fletcher-Vane     | 20. Juli 1999 | 19. Juli 2004 | Cons       | EVP-ED     |                                                                                             |
|      | Glyn Ford                 | 20. Juli 1999 | 19. Juli 2004 | Labour     | SPE        |                                                                                             |
|      | Jacqueline Foster         | 20. Juli 1999 | 19. Juli 2004 | Cons       | EVP-ED     |                                                                                             |
|      | Neena Gill                | 20. Juli 1999 | 19. Juli 2004 | Labour     | SPE        |                                                                                             |
|      | Robert Goodwill           | 20. Juli 1999 | 19. Juli 2004 | Cons       | EVP-ED     |                                                                                             |
|      | Pauline Green             | 20. Juli 1999 | 30. Dez. 1999 | Labour     | SPE        |                                                                                             |
|      | Daniel Hannan             | 20. Juli 1999 | 19. Juli 2004 | Cons       | EVP-ED     |                                                                                             |
|      | Malcolm Harboaur          | 20. Juli 1999 | 19. Juli 2004 | Cons       | EVP-ED     |                                                                                             |
|      | Christopher Heaton-Harris | 20. Juli 1999 | 19. Juli 2004 | Cons       | EVP-ED     |                                                                                             |
|      | Roger Helmer              | 20. Juli 1999 | 19. Juli 2004 | Cons       | EVP-ED     |                                                                                             |
|      | Michael Holmes            | 20. Juli 1999 | 19. Juli 2004 | UKIP       | EDUNI      | Nachgerückt für Graham Booth; Fraktionsaustritt am 2. Juli 2001                             |
|      | Mary Honeyball            | 20. Juli 1999 | 19. Juli 2004 | Labour     | SPE        |                                                                                             |
|      | Richard Howitt            | 20. Juli 1999 | 19. Juli 2004 | Labour     | SPE        |                                                                                             |
|      | Ian Hudghton              | 20. Juli 1999 | 19. Juli 2004 | SNP        | G/EFA      |                                                                                             |
|      | Stephen Hughes            | 20. Juli 1999 | 19. Juli 2004 | Labour     | SPE        |                                                                                             |
|      | Christopher Huhne         | 20. Juli 1999 | 19. Juli 2004 | LibDem     | ELDR       |                                                                                             |
|      | John Hume                 | 20. Juli 1999 | 19. Juli 2004 | SDLP       | SPE        |                                                                                             |
|      | Caroline Jackson          | 20. Juli 1999 | 19. Juli 2004 | Cons       | EVP-ED     |                                                                                             |
|      | Bashir Khanbhai           | 20. Juli 1999 | 19. Juli 2004 | Cons       | EVP-ED     |                                                                                             |
|      | Glenys Kinnock            | 20. Juli 1999 | 19. Juli 2004 | Labour     | SPE        |                                                                                             |
|      | Timothy Kirkhope          | 20. Juli 1999 | 19. Juli 2004 | Cons       | EVP-ED     |                                                                                             |
|      | Jean Lambert              | 20. Juli 1999 | 19. Juli 2004 | GPEW       | G/EFA      |                                                                                             |
|      | Caroline Lucas            | 20. Juli 1999 | 19. Juli 2004 | GPEW       | G/EFA      |                                                                                             |
|      | Sarah Ludford             | 20. Juli 1999 | 19. Juli 2004 | LibDem     | ELDR       |                                                                                             |
|      | Elizabeth Lynne           | 20. Juli 1999 | 19. Juli 2004 | LibDem     | ELDR       |                                                                                             |
|      | Alexander Macmillan       | 20. Juli 1999 | 19. Juli 2004 | Cons       | EVP-ED     |                                                                                             |
|      | Linda McAvan              | 20. Juli 1999 | 19. Juli 2004 | Labour     | SPE        |                                                                                             |
|      | Arlene McCarthy           | 20. Juli 1999 | 19. Juli 2004 | Labour     | SPE        |                                                                                             |
|      | Neil MacCormick           | 20. Juli 1999 | 19. Juli 2004 | SNP        | G/EFA      |                                                                                             |
|      | Edward McMillan-Scott     | 20. Juli 1999 | 19. Juli 2004 | Cons       | EVP-ED     |                                                                                             |
|      | Eryl McNally              | 20. Juli 1999 | 19. Juli 2004 | Labour     | SPE        |                                                                                             |
|      | David Martin              | 20. Juli 1999 | 19. Juli 2004 | Labour     | SPE        |                                                                                             |
|      | Bill Miller               | 20. Juli 1999 | 19. Juli 2004 | Labour     | SPE        |                                                                                             |
|      | Claude Moraes             | 20. Juli 1999 | 19. Juli 2004 | Labour     | SPE        |                                                                                             |
|      | Eluned Morgan             | 20. Juli 1999 | 19. Juli 2004 | Labour     | SPE        |                                                                                             |
|      | Simon Murphy              | 20. Juli 1999 | 19. Juli 2004 | Labour     | SPE        |                                                                                             |
|      | Bill Newton Dunn          | 20. Juli 1999 | 19. Juli 2004 | LibDem     | EVP-EDELDR | Fraktionswechsel am 28. November 2000                                                       |
|      | Emma Harriet Nicholson    | 20. Juli 1999 | 19. Juli 2004 | LibDem     | ELDR       |                                                                                             |
|      | Jim Nicholson             | 20. Juli 1999 | 19. Juli 2004 | UUP        | EVP-ED     |                                                                                             |
|      | Mo O’Toole                | 20. Juli 1999 | 19. Juli 2004 | Labour     | SPE        |                                                                                             |
|      | Ian Paisley               | 20. Juli 1999 | 19. Juli 2004 | DUP        | NI         |                                                                                             |
|      | Neil Parish               | 20. Juli 1999 | 19. Juli 2004 | Cons       | EVP-ED     |                                                                                             |
|      | Roy Perry                 | 20. Juli 1999 | 19. Juli 2004 | Cons       | EVP-ED     |                                                                                             |
|      | James Provan              | 20. Juli 1999 | 19. Juli 2004 | Cons       | EVP-ED     |                                                                                             |
|      | John Purvis               | 20. Juli 1999 | 19. Juli 2004 | Cons       | EVP-ED     |                                                                                             |
|      | Mel Read                  | 20. Juli 1999 | 19. Juli 2004 | Labour     | SPE        |                                                                                             |
|      | Brian Simpson             | 20. Juli 1999 | 19. Juli 2004 | Labour     | SPE        |                                                                                             |
|      | Peter Skinner             | 20. Juli 1999 | 19. Juli 2004 | Labour     | SPE        |                                                                                             |
|      | Struan Stevenson          | 20. Juli 1999 | 19. Juli 2004 | Cons       | EVP-ED     |                                                                                             |
|      | Catherine Taylor-Stihler  | 20. Juli 1999 | 19. Juli 2004 | Labour     | SPE        |                                                                                             |
|      | Robert Sturdy             | 20. Juli 1999 | 19. Juli 2004 | Cons       | EVP-ED     |                                                                                             |
|      | David Sumberg             | 20. Juli 1999 | 19. Juli 2004 | Cons       | EVP-ED     |                                                                                             |
|      | Charles Tannock           | 20. Juli 1999 | 19. Juli 2004 | Cons       | EVP-ED     |                                                                                             |
|      | Jeffrey Titford           | 20. Juli 1999 | 19. Juli 2004 | UKIP       | EDU        |                                                                                             |
|      | Gary Titley               | 20. Juli 1999 | 19. Juli 2004 | Labour     | SPE        |                                                                                             |
|      | Ian Twinn                 | 21. Okt. 2003 | 19. Juli 2004 | Cons       | EVP-ED     | Nachgerückt für Nicholas Bethell                                                            |
|      | Geoffrey Van Orden        | 20. Juli 1999 | 19. Juli 2004 | Cons       | EVP-ED     |                                                                                             |
|      | Theresa Villiers          | 20. Juli 1999 | 19. Juli 2004 | Cons       | EVP-ED     |                                                                                             |
|      | Diana Wallis              | 20. Juli 1999 | 19. Juli 2004 | LibDem     | ELDR       |                                                                                             |
|      | Graham Watson             | 20. Juli 1999 | 19. Juli 2004 | LibDem     | ELDR       |                                                                                             |
|      | Mark Watts                | 20. Juli 1999 | 19. Juli 2004 | Labour     | SPE        |                                                                                             |
|      | Phillip Whitehead         | 20. Juli 1999 | 19. Juli 2004 | Labour     | SPE        |                                                                                             |
|      | Eurig Wyn                 | 20. Juli 1999 | 19. Juli 2004 | Plaid      | G/EFA      |                                                                                             |
|      | Terence Wynn              | 20. Juli 1999 | 19. Juli 2004 | Labour     | SPE        |                                                                                             |